# Naturschutzgebiet Wolfsbruch
Das Naturschutzgebiet Wolfsbruch hat aktuell eine Größe von 16,9 ha. Es liegt am Südrand der Gemeinde Herscheid. Der Südrand des Naturschutzgebietes (NSG) grenzt an die Stadt Meinerzhagen und das dortige Naturschutzgebiet Auf’m Ebbe/Ebbemoore. Das NSG liegt etwa 700 Meter östlich des Gipfels der 663,3 Meter hohen Nordhelle an deren Nordosthang.
Der Wolfbruch wurde erstmals 1930 mit einer Größe von 3,1 ha als Naturschutzgebiet ausgewiesen. 1940 und 1965 wurde das Hangmoor Wolfsbruch erneut mit einer Größe von 3,1 ha ausgewiesen. Auch im Landschaftsplan aus dem Jahr 1985 ist das Naturschutzgebiet Wolfsbruch dargestellt. Im Rahmen der 2. Änderung des Landschaftsplanes Nr. 1 „Plettenberg-Herscheid-Neuenrade“ erhielt das bisher unter der Bezeichnung „Naturschutzgebiet 3.2.12 Hangmoor „Wolfsbruch“ östlich der Nordhelle, Gemeinde Herscheid“ geschützte Gebiet durch die Satzung des Märkischen Kreises vom 5. Dezember 2012 den neuen Eigennamen NSG Wolfsbruch und wurde auf 16,9 ha vergrößert.
Das NSG Wolfsbruch ist Teilfläche des FFH-Gebietes mit der Bezeichnung DE 4812-301 Ebbemoore. 

## Schutzzweck
Laut Naturschutzgebiets-Verordnung wurde das Gebiet zum Naturschutzgebiet ausgewiesen zur Erhaltung, Entwicklung und Wiederherstellung eines Hangquellmoor-Komplexes mit einer speziell angepassten Flora und Fauna, zur Erhaltung, Entwicklung und Wiederherstellung naturnaher Laubwälder insbesondere Moor-Birkenbruch-, Erlenbruch- und Hainsimsen-Buchenwald, zur Erhaltung der schutzwürdigen Böden wie Anmoorgleye, Niedermoore, Moorstagnogleye, Stagnogleye und Anmoorstagnogleye. 
Des Weiteren soll die Inschutznahme zur Sicherung des ökologischen Netzes Natura 2000 der EU im Sinne der FFH-Richtlinie und zur Erhaltung und Entwicklung von Lebensgemeinschaften und Lebensstätten wildlebender, teils gefährdeter Tier- und Pflanzenarten beitragen. Wie bei allen Naturschutzgebieten in Deutschland wurde in der Schutzverordnung darauf hingewiesen, dass das Gebiet „wegen der Seltenheit, besonderen Eigenart und Schönheit des Gebietes“ zum Naturschutzgebiet wurde.

## Besondere Verbote
In der NSG-Verordnung wurden einige spezielle Verbote festgesetzt. Die bodenständigen Moorwälder und Hainsimsen-Buchenwälder dürfen nicht forstlich genutzt werden. Ausgenommen ist dabei nur einzelstammweise Nutzung nach Maßgabe der Unteren Landschaftsbehörde. Wiederaufforstungen mit Nadelbäumen oder anderen im Naturraum nicht von Natur aus heimischen und standortgerechten Baumarten vorzunehmen ist ebenfalls verboten. 
Es ist verboten, mit Fahrzeugen außerhalb der Wege und Rückegassen Holz zu rücken, Forstwirtschaftswege anzulegen oder diese in eine höhere Ausbaustufe zu überführen, Bodenschutzkalkungen in den Moor- und Quellbereichen durchzuführen, jagdliche Einrichtungen zu erstellen und Hegemaßnahmen wie z. B. Hochsitzbau, Anlage von Wildäsungsflächen, Fütterungen durchzuführen sowie künstliche Brutstätten auszubringen. Bei der Jagd sind von den Verboten ausgenommen die Errichtung von offenen Ansitzleitern und die Wildfütterung in Notzeiten im Sinne der Fütterungsverordnung des Landes NRW.

## Besondere Gebote
In der NSG-Verordnung wurden zwei spezielle Gebote festgesetzt. Die Nadelholzbestände und Fehlbestockungen im Sinne des Schutzzweckes sind in bodenständiges Laubholz umzubauen. In den Bachtälern und Quellbereichen sind die Rotfichten und deren Naturverjüngung zu beseitigen.

## Gefährdungen und Schutzmaßnahmen
Das Moor wird durch Entwässerung und Wasserentnahmen gefährdet. Ferner kommt es zur Verbuschung und damit zum Zuwachsen des Moorbereichs.
Als Schutzmaßnahmen ist es nach dem Fachinformationssystem des Landesamtes für Natur, Umwelt und Verbraucherschutz Nordrhein-Westfalen notwendig, die Jagdausübung zu beschränken, das NSG zu erweitern, eine Pufferzone um das NSG anzulegen und Vegetationskontrolle durchzuführen (Verbuschung verhindern).